# 韓演
韓 演（かん えん、生没年不詳）は、後漢の官僚・政治家。字は伯南。本貫は潁川郡舞陽県。韓縯とも書かれる。

## 経歴
韓棱の孫にあたる。順帝のとき、丹陽太守となり、政事に有能で知られた。後に太常に転じた。155年（永寿元年）6月、司空となった。157年（永寿3年）11月、司徒に転じた。159年（延熹2年）8月、大将軍の梁冀が自殺すると、韓演は梁冀の党与として罪に問われ、死罪のところを減刑されて、潁川郡に帰された。後に再び召し出されて司隷校尉に任じられた。
165年（延熹8年）、韓演は左悺とその兄の左称を弾劾した。さらには具瑗の兄の具恭による不正な蓄財を奏上した。

## 伝記資料
- 『後漢書』巻45 列伝第35